# Mui Muscas
Il Parco dell'Asino Sardo "Mui Muscas" si trova nel comune di Ortueri in  Sardegna, nella regione storica del Mandrolisai. Il parco è noto per ospitare, in un ambiente naturale protetto, branchi di tipici asinelli sardi la cui presenza in Sardegna è molto antica e, secondo alcuni autori, risalirebbe al periodo neolitico.
Il territorio in cui si inserisce il parco è ricoperto da boschi di lecci e sugherete ed è ricco di sorgenti d'acqua, una delle quali, quella di Campu Majore, fu ritenuta curativa e frequentata nell'antichità  dai malati di malaria.
Oltre agli esemplari del caratteristico asino sardo (che in questo ambiente si riproduce in libertà scongiurando per ora il pericolo di estinzione), nel parco vivono altre specie di animali selvatici, cinghiali, lepri, conigli selvatici e volpi e non di rado si può avvistare  l'aquila reale.